# آندریفکا (شهرستان ایلیشفسکی، باشقیرستان)
آندریفکا (انگلیسی: Andreyevka, Ilishevsky District, Republic of Bashkortostan) یک شهرک در شهرستان ایلیشفسکی استان باشقیرستان کشور روسیه است.